# هالوالوا (هاوایی)
هالوالوا (به انگلیسی: Holualoa) یک منطقهٔ مسکونی در ایالات متحده آمریکا است که در شهرستان هاوایی، هاوایی واقع شده‌است. هالوالوا ۳۷٫۲ کیلومتر مربع مساحت و ۸٬۵۳۸ نفر جمعیت دارد و ۹۷٫۵۴ متر بالاتر از سطح دریا واقع شده‌است.